# IPod Touch (7a generació)
L'iPod Touch de setena generació (comercialitzat com a iPod touch i conegut col·loquialment com a iPod touch (2019) o iPod touch 7) és un dispositiu mòbil descatalogat dissenyat i comercialitzat per Apple Inc. amb una interfície d'usuari basada en pantalla tàctil. És el successor de l'iPod Touch de 6a generació, la primera actualització important de la línia des del 2015. Va ser llançat el 28 de maig de 2019 i es va suspendre el 10 de maig de 2022. Va ser el producte final de la línia de productes iPod d'Apple.

## Característiques

### Programari
L'iPod touch de setena generació inclou iOS, el sistema operatiu mòbil d'Apple.
L'iPod touch de setena generació es va presentar el 28 de maig de 2019 amb iOS 12.3. Pot reproduir música, pel·lícules, programes de televisió, audiollibres i podcasts i pot ordenar la seva biblioteca multimèdia per cançons, artistes, àlbums, vídeos, llistes de reproducció, gèneres, compositors, podcasts, audiollibres i recopilacions. El desplaçament s'aconsegueix fent lliscar un dit per la pantalla. Alternativament, els controls dels auriculars es poden utilitzar per posar en pausa, reproduir, saltar i repetir pistes. Tanmateix, els EarPods que van venir amb l'iPod touch de setena generació no inclouen cap comandament a distància ni micròfon.
L'iPod touch de setena generació és compatible amb iOS 12.3 a iOS 15.8.3.
El sistema en xip Apple A10 de l'iPod touch de setena generació va permetre funcions més avançades que els seus predecessors. Inclouen aplicacions ARKit i la funcionalitat Group FaceTime.

## Maquinari
L'iPod touch de setena generació inclou el processador Apple A10 i el coprocessador de moviment M10, que és el mateix processador que s'utilitza a l'iPhone 7 i l'iPad de sisena generació. No obstant això, està subclock a 1,64 GHz des de 2,34 GHz, cosa que fa que l'iPod Touch sigui més feble que altres dispositius amb el mateix xip. L'iPod touch de setena generació inclou els mateixos sistemes de càmeres frontal i posterior que el dispositiu de sisena generació. Això inclou una càmera posterior de 8 MP, capaç de gravar vídeo en resolució de 1080p a 30 fps, i vídeo a càmera lenta en 720p a 120 fps. La càmera també admet diferents funcions fotogràfiques, com ara fotos en ràfega, fotos HDR i fotos panoràmiques. La càmera frontal és una FaceTime HD, capaç de fer fotos a 1,2 MP, i gravar vídeo en 720p a 30 fps. Aquesta càmera també inclou HDR automàtic per a enregistraments de vídeo i capacitats fotogràfiques. És l'únic iPod que inclou una opció d'emmagatzematge de 256 GB, la capacitat més alta que s'ha ofert mai en un iPod, superant la capacitat de 160 GB de l'iPod Classic de sisena generació, que s'havia deixat de fabricar el 2014. També és l'únic model d'iPod Touch que de forma nativa pot veure el percentatge de la bateria sense fer jailbreak o aplicacions de tercers.

### Disseny
El disseny exterior de l'iPod touch de setena generació és exactament el mateix que el del seu predecessor. Tanmateix, el tipus de lletra del text de la part posterior de l'iPod touch es va canviar a San Francisco.
| Nom del color posterior | Davant | Anell de càmera | Antena | Capacitats disponibles |
| ----------------------- | ------ | --------------- | ------ | ---------------------- |
| Gris espacial           | Negre  | Negre           | Negre  | 32 GB 128 GB 256 GB    |
| Or                      | Blanc  | Or              | Negre  | 32 GB 128 GB 256 GB    |
| Plata                   | Blanc  | Plata           | Negre  | 32 GB 128 GB 256 GB    |
| Blau                    | Blanc  | Plata           | Negre  | 32 GB 128 GB 256 GB    |
| Rosa                    | Blanc  | Plata           | Negre  | 32 GB 128 GB 256 GB    |
| (Producte) VERMELL      | Blanc  | Plata           | Negre  | 32 GB 128 GB 256 GB    |